# Margarita Kourilo
Margarita Sergueïevna Kourilo (en russe : Маргарита Сергеевна Курило) est une joueuse de volley-ball russe née le 21 juin 1993 à Tcheliabinsk. Elle mesure 1,85 m et joue au poste de réceptionneuse-attaquante. 

## Clubs
| Club                     | De        | À         |
| ------------------------ | --------- | --------- |
| Avtodor-Metar            | 2010-2011 | 2012-2013 |
| Khara Morin              | 2013-2014 | 2013-2014 |
| Omitchka Omsk            | 2014-2015 | 2014-2015 |
| Proton Balakovo          | 2015-2016 | 2015-2016 |
| Ouralotchka NTMK         | fév 2016  | 2017-2018 |
| JVK Ienisseï Krasnoïarsk | 2018-2019 | 2018-2019 |
| VK Lokomotiv Kaliningrad | 2019-2020 | …         |

## Palmarès
- Championnat de Russie
  - Finaliste : 2016, 2020.
- Coupe de Russie
  - Finaliste : 2014, 2018.
- Supercoupe de Russie
  - Vainqueur : 2019.
  - Finaliste : 2020.